# Omar Jasika
Omar Jasika (ur. 18 maja 1997 w Melbourne) – australijski tenisista pochodzenia bośniackiego.

## Kariera tenisowa
Startując w gronie juniorów wygrał US Open 2014 w grze pojedynczej i podwójnej chłopców, a najwyżej w rankingu juniorów był na 6. miejscu.
Już jako zawodowiec, w drabince głównej zawodów wielkoszlemowych zadebiutował na Australian Open 2016 dostając od organizatorów dziką kartę. W meczu 1 rundy pokonał Illę Marczenko, a poniósł porażkę w następnym pojedynku z Jo-Wilfriedem Tsongą. Australijczyk wygrał 1 turniej o randze ATP Challenger Tour.
W 2018 roku został zdyskwalifikowany na dwa lata za naruszenie przepisów antydopingowych. Australijczyk zażywał w grudniu 2017 roku kokainę.
W rankingu gry pojedynczej najwyżej był na 239. miejscu (3 kwietnia 2017), a w klasyfikacji gry podwójnej na 220. pozycji (23 maja 2016).

### Zwycięstwa w turniejach ATP Challenger Tour w grze pojedynczej
| Końcowy wynik | Nr | Data          | Turniej | Nawierzchnia | Przeciwnik | Wynik finału |
| ------------- | -- | ------------- | ------- | ------------ | ---------- | ------------ |
| Zwycięzca     | 1. | 4 lutego 2017 | Burnie  | Twarda       | Blake Mott | 6:2, 6:2     |

### Finały juniorskich turniejów wielkoszlemowych

#### Gra pojedyncza (1–0)
| Końcowy wynik | Nr | Data            | Turniej            | Nawierzchnia | Przeciwnik    | Wynik finału  |
| ------------- | -- | --------------- | ------------------ | ------------ | ------------- | ------------- |
| Zwycięzca     | 1. | 7 września 2014 | US Open, Nowy Jork | Twarda       | Quentin Halys | 2:6, 7:5, 6:1 |

#### Gra podwójna (1–0)
| Końcowy wynik | Nr | Data            | Turniej            | Nawierzchnia | Partner        | Przeciwnicy               | Wynik finału |
| ------------- | -- | --------------- | ------------------ | ------------ | -------------- | ------------------------- | ------------ |
| Zwycięzca     | 1. | 6 września 2014 | US Open, Nowy Jork | Twarda       | Naoki Nakagawa | Rafael Matos João Menezes | 6:3, 7:6(6)  |